# Malanca
Malanca va ser una empresa italiana fabricant de motocicletes amb seu a Bolonya que va tenir activitat entre el 1956 i el 1986. Fundada per Mario Malanca, l'empresa va iniciar l'activitat construint peces mecàniques i boixes per a rodes de motocicleta abans de produir la seva primera moto completa el 1956.

## Història

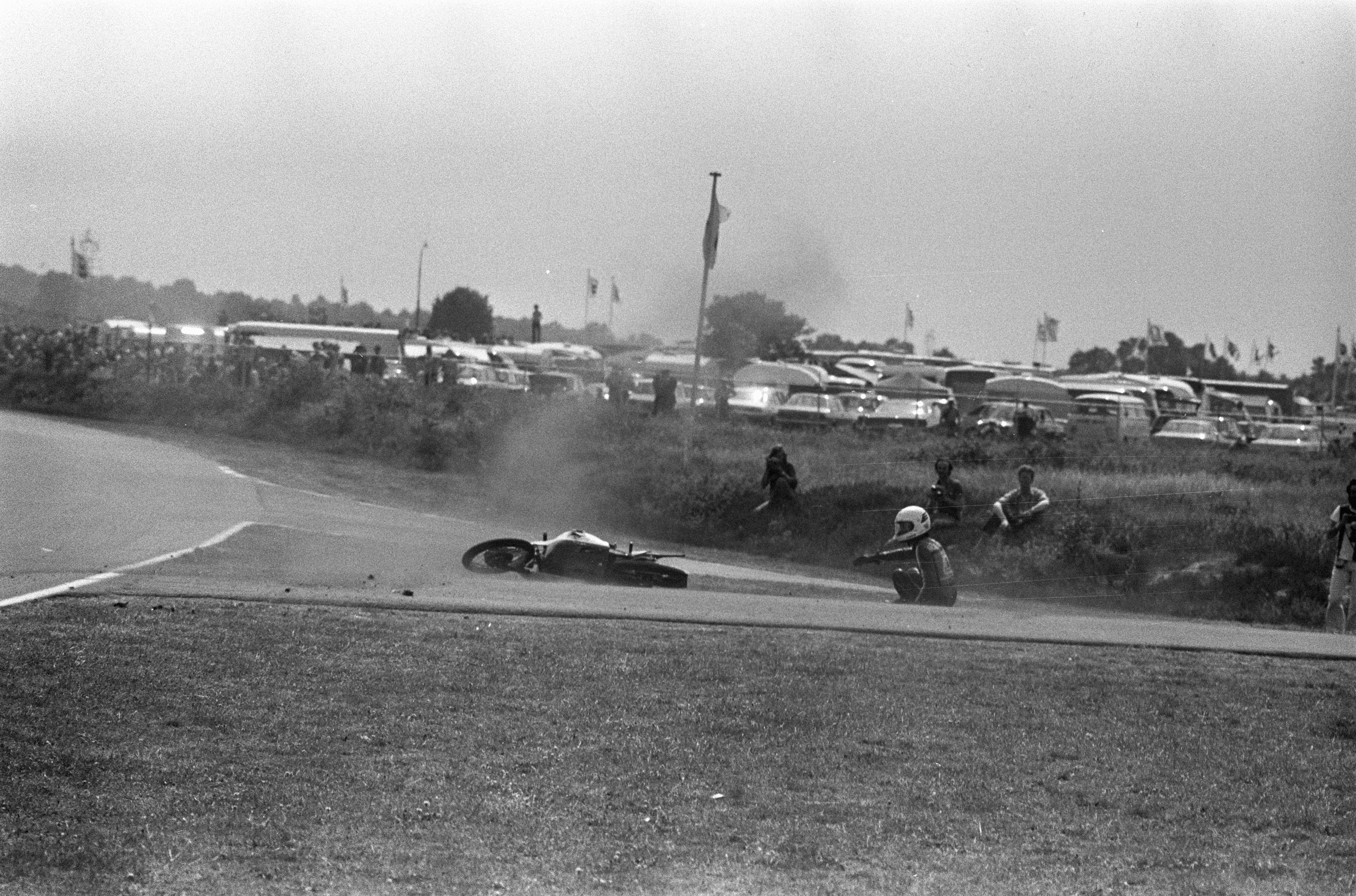
Caiguda d'Otello Buscherini amb la Malanca 125 al Dutch TT de

L'empresa va tenir èxit a Itàlia i finalment va passar a produir motocicletes per a Àsia i Amèrica. Inicialment, Malanca muntava motors subministrats per Franco Morini, fins que, el 1960, va construir una nova fàbrica i va començar a produir-ne de propis. El 1973, Mario Malanca va presentar el primer motor bicilíndric Malanca de 125 cc al Saló de l'Automòbil de París. Aquell any mateix, Otello Buscherini va competir en curses de velocitat amb la Malanca 125.
El 1978, el fill de Mario, Marco Malanca, va ser nomenat conseller delegat de l'empresa, que en aquella època s'anomenava oficialment Malanca Motors SpA. Després del seu nomenament, la producció es va centrar principalment en models de 125 cc.
Després del pic de vendes de ciclomotors a Itàlia el 1980 i el seu posterior declivi, Malanca va passar a fabricar motocicletes de major cilindrada. Malgrat tot, no va aconseguir remuntar la crisi, sobretot pel fet que havia dedicat gran part de la seva existència i recursos als petits models de 125 cc, així com a la investigació i desenvolupament de motocicletes amb motor de 50 cc, tant per a les curses com per a la producció en sèrie. L'empresa va acabar plegant el 1986.

## Competició
Malanca va debutar en competició a Itàlia el 1968 amb els pilots Walter Villa i Otello Buscherini, els quals van arribar a guanyar sis campionats en les classes de 50 i 60 cc. Buscherini també va guanyar dos Grans Premis del Campionat del món de motociclisme, però es va morir mentre competia per a la marca al Gran Premi de les Nacions de 1976.
Després de la mort del seu campió, Malanca es va retirar de les competicions i només va reaparèixer en dues ocasions: un cop el 1978 amb els colors JPS (John Player Special) i de nou el 1985, aquesta vegada a la classe de 250cc amb Stefano Caracchi de pilot, sense gaire èxit.

## Models produïts

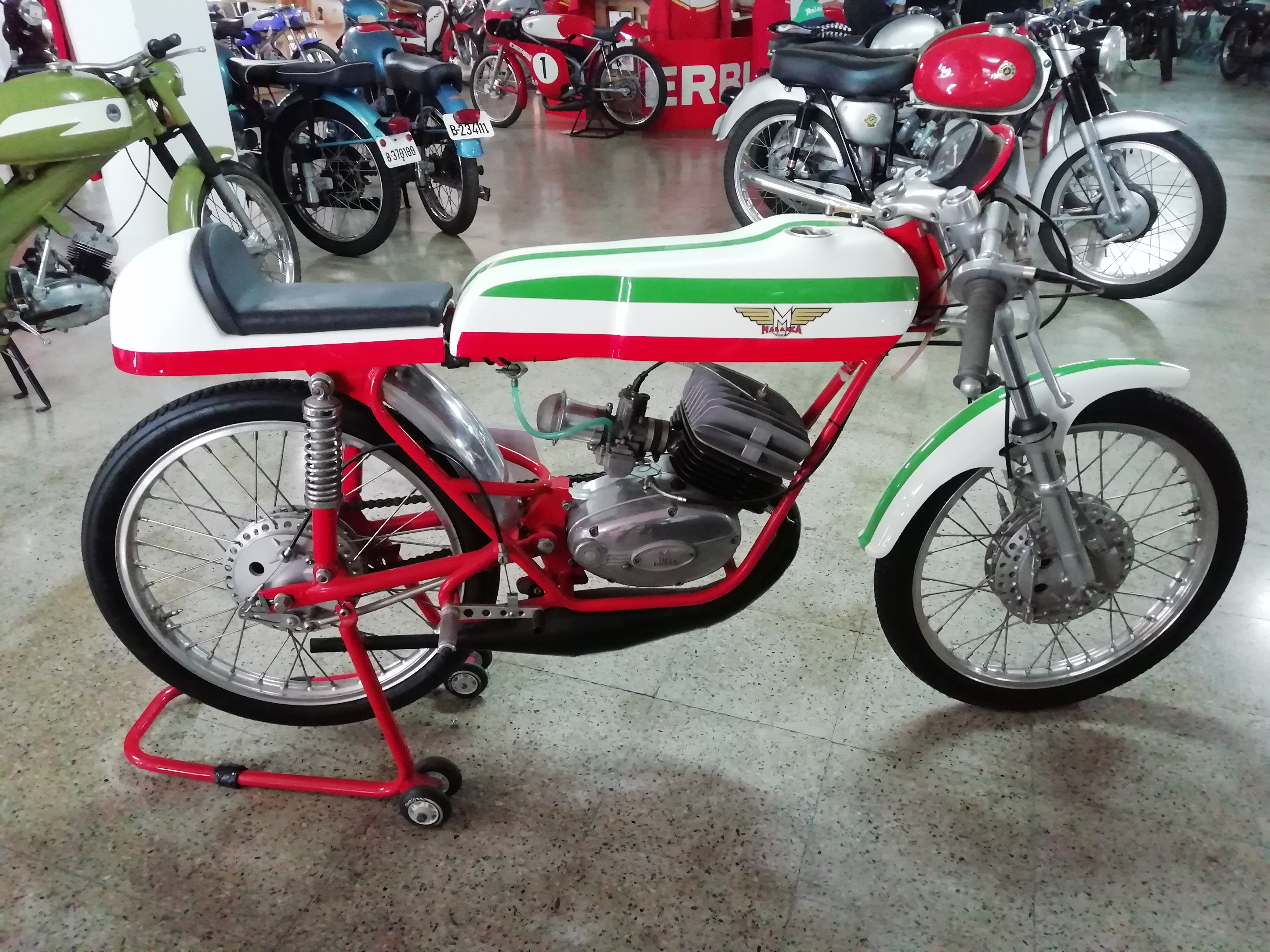
Malanca Testa Rossa 50 de 1971

Entre els nombrosos models que va produir Malanca hi havia el ciclomotor Testa Rossa, l'escúter Vispetta i diverses motocicletes, entre elles:
- 75 Mario
- 125 E2C Sport
- 125 Mark Enduro
- Cocaine 125
- E2C 150
- E2CS
- GT180
- OB One
- OB One Racing